# Бусс, Энрике Адриано
Энри́ке Адриа́но Бусс (порт. Henrique Adriano Buss; род. 14 октября 1986, Марешал-Кандиду-Рондон, Парана) — бразильский футболист, центральный защитник клуба «Коритиба».

## Биография
В 12 лет Энрике попал в футбольную академию своего родного города, Куритибы. В 2006 году стал основным игроком местного клуба и был признан лучшим защитником бразильской Серии B.
Вандерлей Лушембургу, бывший тренер мадридского «Реала» и нынешний наставник «Палмейраса», приметил молодого защитника и пригласил его на просмотр в клуб, после чего 30 января 2008 года с ним был подписан контракт.
Энрике перебирается в «Барселону» в 2008 году. Бразилец стал шестым приобретением Хосепа Гвардиолы в то межсезонье, и сразу же бразильца передали на правах аренды в леверкузенский «Байер 04» сроком на 1 год. Затем Энрике также на правах аренды выступал за сантандерский «Расинг», а в 2011 году — за «Палмейрас».
Карлос Дунга увидел в Энрике потенциал будущего игрока сборной и пригласил бразильца на товарищеские встречи против Канады и Венесуэлы. В сентябре 2011 года Энрике вернулся в сборную Бразилии на игры за Кубок Рока.
1 июня 2012 года «Барселона» сообщила, что его контракт, рассчитанный до 2013 года, будет аннулирован 30 июня.

## Достижения
- Завоевание путевки в Серию A с «Коритибой» (2007)
- Чемпион штата Сан-Паулу с «Палмейрасом» (2008)
- Обладатель Кубка Бразилии (1): 2012
- Обладатель Кубка Италии (1): 2013/14
- Обладатель Суперкубка Италии (1): 2014